# Caciocavallo
Pour l'appellation agricole protégée par AOP, voir Caciocavallo silano.
Le caciocavallo est une appellation générique désignant un fromage à pâte filée originaire d'Italie méridionale.

## Étymologie et diffusion

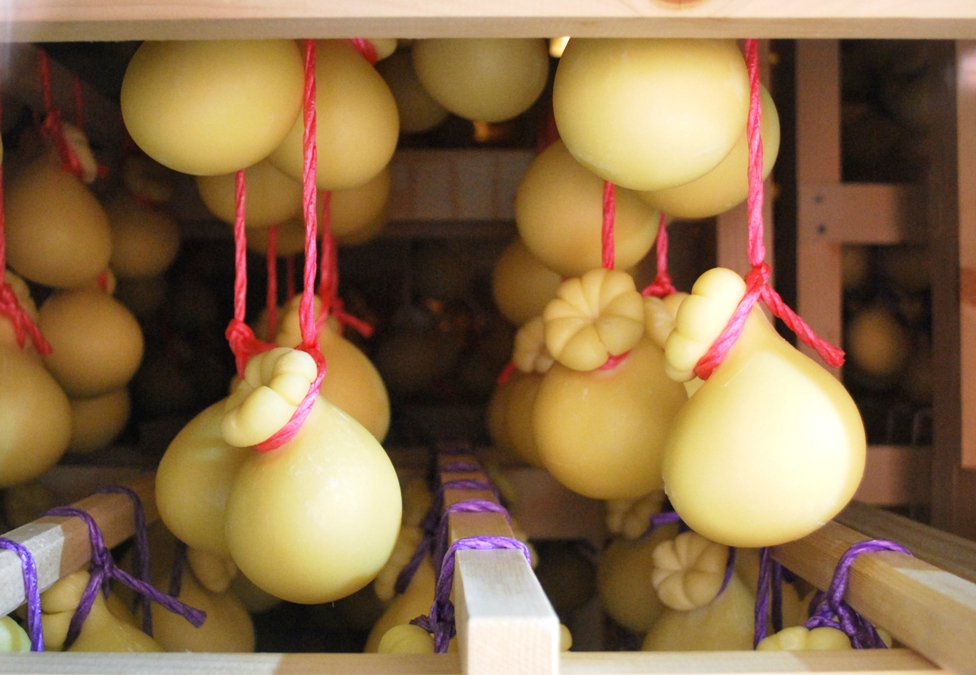
Affinage.

Le nom dérive du latin caseus (fromage) caballus (cheval), donnant « fromage à cheval ». Cette étymologie provient de la technique d'affinage du produit, attaché par deux « poires », à cheval sur un support horizontal. De là le mot, et le produit lui-même, ont largement diffusé dans les gastronomies :
- roumaine : cașcaval ;
- bulgare : кашкавал ;
- serbe : качкаваљ ;
- croate : kačkavalj ;
- hongroise : kaskaval ;
- turque : kaşkaval ;
- syrienne et libanaise : قشقوان (qašqawān) utilisé pour gratiner le manakich[1];
- japonaise : カチョカバロ (kachokabaro).

## Lecaciocavalloitalien
La forme typique du caciocavallo italien est en forme de poire tout en rondeur avec une tête de la même forme. Il est parfois fait usage de paraffine pour sa conservation. Son poids varie entre 1 et 2,5 kg.
Le caciocavallo est fabriqué exclusivement à partir de lait entier provenant de bovins situés dans les régions de Basilicate, Calabre, Campanie, Molise et Pouilles. Il est fait avec le lait particulièrement gras des vaches de la race podolica, avec seulement l'ajout de présure, de ferments lactiques et de sel. Ces vaches sont élevées dans la nature, presque comme si elles étaient des moutons : elles paissent des pâturages méditerranéens aux steppes des Apennins dans des biotopes pleins d'arbustes et de plantes de sous-bois. La présence de plantes aromatiques dans la zone où l'animal a été nourri caractérise ses notes aromatiques et ses parfums, si bien que, par exemple, au printemps, il peut prendre une couleur légèrement rose caractéristique en raison des fraises que l'animal a ingérées.
Le caciocavallo a un goût unique et savoureux : laiteux, très peu salé, aromatique, agréable, qui fond dans la bouche, délicat et doux lorsque le fromage est jeune, et plus piquant avec la maturation. Il est particulièrement adapté à l'alimentation des jeunes enfants, des personnes âgées et des sportifs.
Il se déguste généralement seul pour son goût très raffiné, ou peut être accompagné d'un vin rouge ou d'un vin blanc pétillant doux.
Différent du provolone au goût beaucoup plus prononcé et à maturation plus longue, il fait souvent l'objet de confusion.
Le caciocavallo est le roi des fromages les plus anciens et typique de l'Italie méridionale. En l'an 500 avant Jésus-Christ déjà, Hippocrate, dans l'un de ses discours sur l'art auquel les Grecs avaient recours pour préparer le cacio, mentionnait son existence. L'origine du nom de ce fromage doit être mise en parallèle avec une habitude qui consistait à pendre les meules à cheval sur un bâton horizontal.
Typique de toutes les régions qui ont formé le royaume des Deux-Siciles, il a une grande réputation. Une variété dite Caciocavallo silano, est le caciocavallo sicilien qui, à son tour, peut être nommé caciocavallo ragusano (DOP) ou du caciocavallo de Godrano, ou du caciocavallo podolico.